# Történelmi emlékmű (Zalaszentgrót)

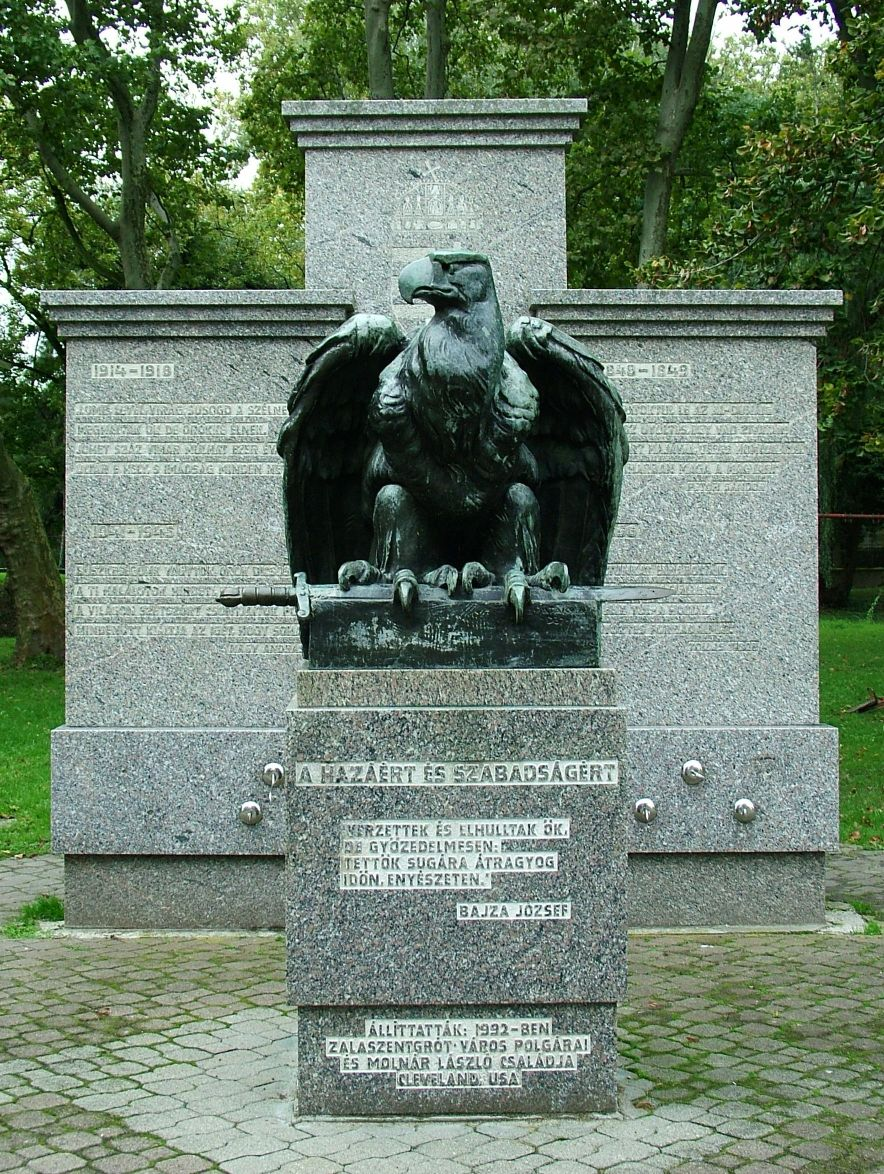
A Szabadság téri emlékmű

Az emlékmű csodálatos környezetben, a Batthyány-kastély közelében, a Szabadság tér ligetes részén található. A város vezetői és polgárai minden évben itt róják le tiszteletüket az 1848-49-es szabadságharc, az 1956-os forradalom, valamint a két világháború zalaszentgróti áldozatai előtt.
Az emlékművet 1992-ben a régi monumentum sas szobrának felhasználásával, Zalaszentgrót díszpolgárának, a Clevelandben élő Molnár Lászlónak az adományából állíttatta a település.
Rajta A hazáért és szabadságért felirat és Bajza József Apotheosis versének kilencedik strófája olvasható:
„Vérzettek és elhulltak ők,

De győzedelmesen:

Tettök sugára átragyog

Időn, enyészeten.”
(A magyarul megdicsőülésnek, magasztalásnak fordítható című költemény 1834-ben, még az emlékmű által megörökített események előtt íródott.)